# Tibor Nagy (Archäologe)
Tibor Nagy (* 4. November 1910 in Pécs; † 1995 in Budapest) war ein ungarischer Althistoriker und Provinzialrömischer Archäologe, der sich insbesondere mit dem römischen Pannonien und der frühen Völkerwanderungszeit beschäftigt hat. Er war Leiter des Archäologischen Instituts am Ungarischen Nationalmuseum in Budapest.

## Leben und Wirken

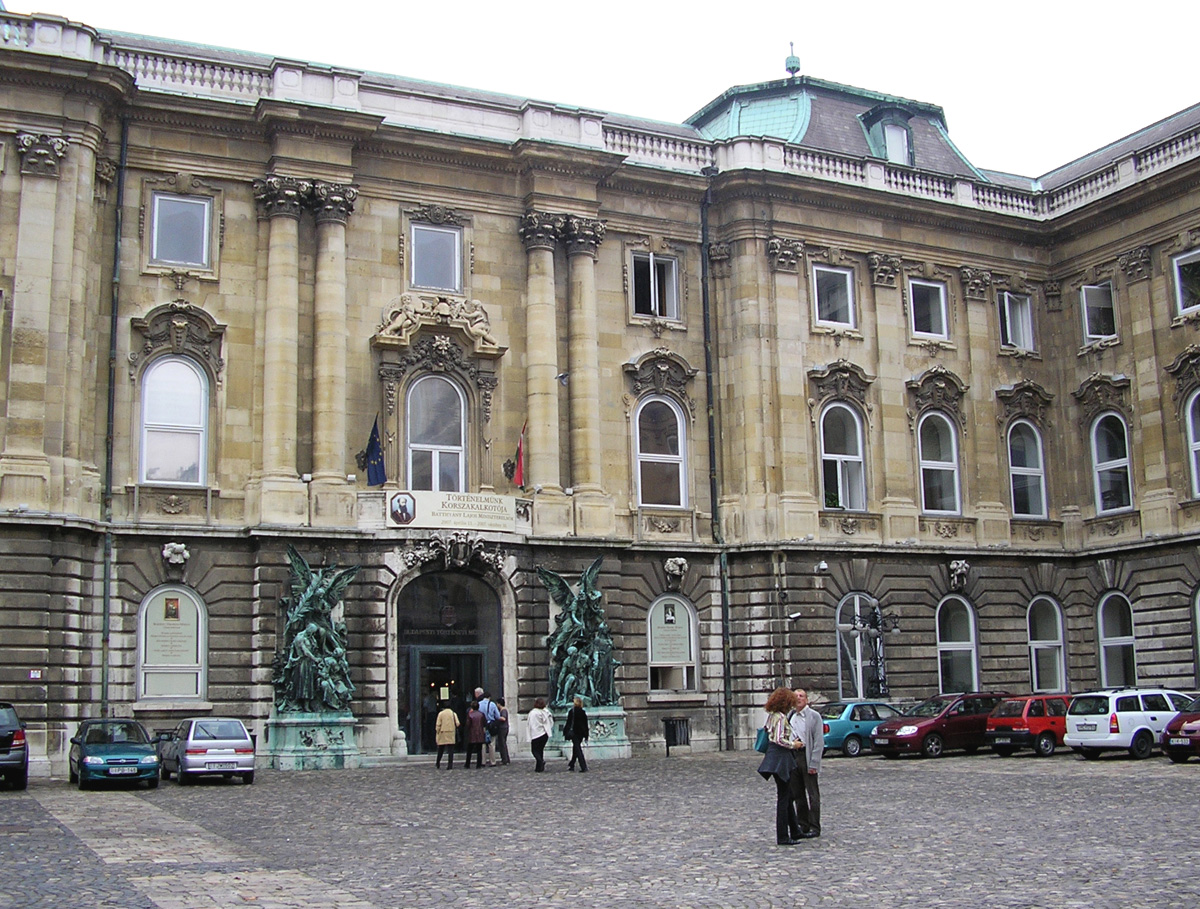
Historisches Museum im Burgpalast

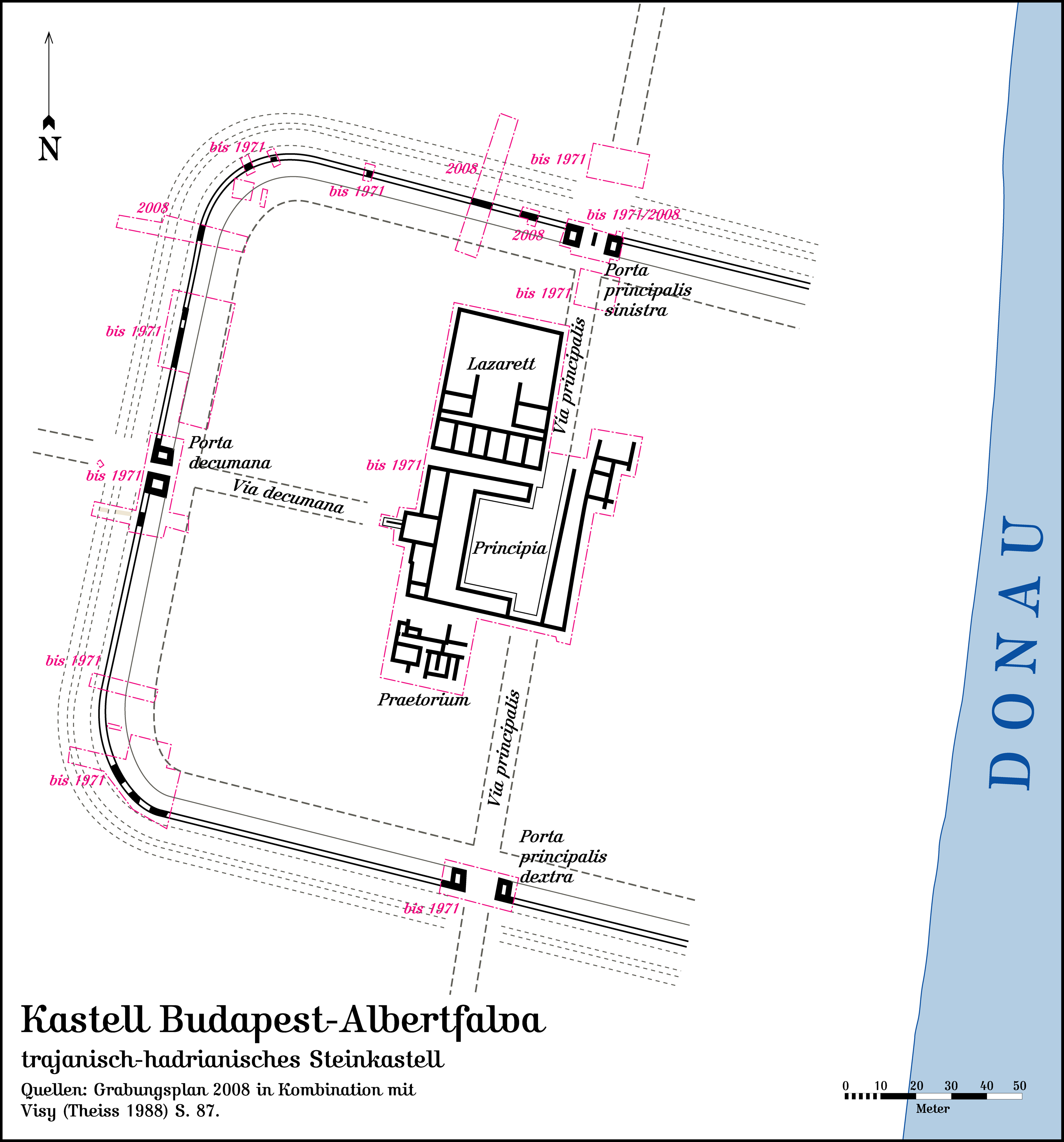
Das Kastell Budapest-Albertfalva; die Erforschung des Lagerdorfes nahm einen besonderen Platz im Lebenswerk Nagys ein.

Nagy studierte an der Universität Pécs, der Ungarischen Akademie in Rom sowie in Berlin. Von 1935 bis 1937 arbeitete er als Assistent von Andreas Alföldi am Epigraphischen und Archäologischen Institut der Péter-Pázmány-Universität (heute Loránd-Eötvös-Universität) in Budapest. Dort wurde er auch promoviert. 1939 erschien seine Dissertation A pannóniai kereszténység története a római védőrendszer összeomlásáig („Die Geschichte des Christentums in Pannonien bis zum Zusammenbruch des römischen Verteidigungssystems“) im Druck.
Von 1938 bis zu seiner Pensionierung 1973 arbeitete Nagy am Historischen Museum in Budapest. Nach dem Tod des Archäologen Lajos Nagy (1897–1946) folgte ihm 1947 Tibor Nagy als Leiter des Archäologischen Instituts nach. Zur gleichen Zeit wurde János Szilágyi auf den Direktorenposten des Aquincum Museum berufen. 1952 und 1953 gründeten die beiden durch Zusammenführung ihrer Institutionen die Archäologische Abteilung am Historischen Museum. Dort übernahm Nagy auch die Leitung des vor- und frühgeschichtlichen Fachbereichs.
Im Oktober 1956, zu Beginn des Ungarischen Volksaufstands, den eine friedliche Demonstration der Studenten einleitete, wurde Nagy zum Präsidenten des Revolutionskomitees im Verwaltungsrat des Historischen Museums ernannt – einem Gremium, dem drei Mitglieder angehörten. Nach der blutigen Niederschlagung des Aufstandes erhielt er für dieses Vergehen von der kommunistischen Untersuchungskommission des Ministeriums einen Verweis, aus dem ihn ansonsten aber keine Nachteile erwuchsen. 1961 wurde Szilágyi in den Ruhestand versetzt, Nagy wechselte in weiterer Folge als Leiter aus dem vor- und frühgeschichtlichen Sektor in den Fachbereich Römer- und Völkerwanderungszeit am Historischen Museum. Ein Jahr später erfolgte seine Berufung in den Beirat der Archäologischen Abteilung. Als wissenschaftliche Mitarbeiterin gehörte damals unter anderem auch Klára Póczy (1923–2008), die insbesondere für den Bereich der römerzeitlichen Keramik zuständig war, zu seinem Stab. Später erhielt Nagy auch eine Professur an der Loránd-Eötvös-Universität. 1970 wurden die Ausgrabungen in Aquincum wieder aufgenommen und vom Historischen Museum und der Ungarischen Akademie der Wissenschaften unterstützt. 1973 ging Nagy in den Ruhestand.
Beinahe Nagys gesamtes Leben, inklusive Wochenenden und Urlaube, wurde von seinem unerschöpflichen Interesse an der Archäologie bestimmt, wie auch langjährige Mitarbeiter immer wieder bestätigten. Der in Fachkreisen international anerkannte Wissenschaftler war auch der Verfasser des umfangreichsten ersten Teils der 1973 erschienenen Monographie über die Geschichte von Budapest von der Urzeit bis zum Ende der Arpadenzeit. Zu seinen wichtigen Betätigungsfeldern gehörte auch die Beschäftigung mit den Steindenkmälern in Ungarn. Nagy leitete auch einige bedeutende Ausgrabungen am pannonischen Donaulimes und hinterließ eine Vielzahl von wichtigen Fachpublikationen. Zu seinen bedeutendsten Langzeit-Forschungsobjekten gehört insbesondere das Lagerdorf von Budapest–Albertfalva.
Wichtige Ausgrabungen:
- Rettungsgrabungen im Budapester Stadtgebiet (u. a. 1960: Awarengräber)
- Grabungen in der Aquincum
- ab 1932: Contra Aquincum
- 1939, 1940, 1942: Kastell Szentendre
- 1942: Villa Rustica Budakalász-Dolina
- 1954–1971: Kastell Budapest–Albertfalva

## Schriften (Auswahl)
- Die Okkupation Pannoniens durch die Römer in der Zeit des Augustus. In: Acta Archaeologica Academiae Scientiarum Hungaricae. 43, 1991, S. 57–85.
- Die verkannten Ehrennamen der syrischen Kohorte von Ulcisia Castra. In: Studia in Honorem Veselini Beševliev. Verlag Jusautor, Sofia 1978, S. 208–216.
- Aquincum. Stadt und Lager im 4. Jahrhundert. In: Acta Archaeologica Academiae Scientiarum Hungaricae. 24, 1976, S. 369–382.
- Budapest története az őskortól a honfoglalásig. (Die Geschichte Budapest von der Urzeit bis zur ungarischen Landnahmezeit). Band I in der Reihe: Tibor Nagy, Gyula Györffy, Laszló Gerevich (Hrsg.): Budapest törtenete az öskortol az Árpad-kor végéig. (Die Geschichte von Budapest von der Urzeit bis zum Ende der Arpadenzeit). Budapest 1973.
- Der Vicus und das Municipium von Aquincum. In: Acta Archaeologica Academiae Scientiarum Hungaricae. 23, 1971, S. 59–81.
- Zwei historische Probleme der Awarenzeit. In: VII. Internationaler Kongress für Vor- und Frühgeschichte. Oxford University Press, 1970, S. 1086 ff.
- Der Aufstand der pannonisch-dalmatinischen Völker und die Frage der Zweiteilung Illyricums. In: Adriatica praehistorica et antiqua. Miscellanea Gregorio Novak dicata. Zagreb 1970, S. 459–466.
- Zur Geschichte der griechischen Epigraphik in Ungarn. In: Jahrbuch der Deutschen Akademie der Wissenschaften zu Berlin. 1965, S. 717.
- Zu den Militär- und Verwaltungsreformen Diokletians im pannonischen Raum. In: Akten des IV. Internationalen Kongresses für griechische und lateinische Epigraphik. Wien 1964. S. 274–280.
- Das Mithrasrelief von Paks. In: Acta antiqua Academiae scientiarum Hungaricae 6, 1958, S. 407–431.
- The military diploma of Albertfalva. In: Acta Archaeologica Academiae Scientiarum Hungaricae. 7, 1956, S. 17–71.
- Einige wichtigere Ergebnisse der Ausgrabung der Eravisker-Siedlung von Albertfalva. Archäologische Konferenz der Ungarischen Akademie der Wissenschaften, Budapest, 3.–6. Oktober 1955. Budapest 1955. S. 192–204.
- Római Kőemlékek Transaquincum Területéröl. (Römische Steindenkmäler aus dem Gebiet von Transaquincum). In: Budapest Régiségei. 15, 1950, S. 362ff.
- Die Lehre des Photeinos in den theologischen Streitigkeiten am Anfang des V. Jahrhunderts. Acta Societatis Hungaricae Orientalis, 8, 1945.
- Bericht des Archäologischen Institutes von Budapest über die Forschungen der Jahre 1938–1942. In: Budapest Régiségei 13, 1943, S. 537–538.
- A pannóniai kereszténység története a római védőrendszer összeomlásáig.  („Die Geschichte des Christentums in Pannonien bis zum Zusammenbruch des römischen Verteidigungssystems“). Dissertationes Pannonicae Ser. II, 12, Budapest 1939 (= Dissertation).